# ساختار علم
ساختار علم: مسائلی در منطق تبیین علمی (به انگلیسی: The Structure of Science: Problems in the Logic of Scientific Explanation) کتابی است دربارهٔ فلسفه علم که توسط فیلسوف ارنست نیگل در سال ۱۹۶۱ نگاشته منتشر شده‌است، که در آن نیگل ماهیت تحقیق علمی را با ارجاع به علوم طبیعی و علوم اجتماعی مورد بحث قرار می‌دهد. نیگل نقش تقلیل را در نظریات علمی و رابطه کل‌ها با اجزا را بررسی می‌کند و همچنین دیدگاه‌های فیلسوفانی مانند آیزایا برلین را ارزیابی می‌کند.
این کتاب نقدهای مثبت و ارزیابی‌های متفاوتی دریافت کرد. این کتاب یک اثر کلاسیک در نظر گرفته می‌شود و مفسران آن را به‌دلیل بحث نیگل در مورد تقلیل‌گرایی و کل‌گرایی، و همچنین برای انتقاد او از برلین تحسین کرده‌اند. با این حال، منتقدان ساختار علم، بحث نیگل در مورد علوم اجتماعی نسبت به بحث او از علوم طبیعی را کم‌تر قانع‌کننده می‌دانند.

## خلاصه
نیگل این کتاب را «مقاله‌ای در فلسفه علم» توصیف می‌کند که به «تحلیل منطق تحقیق علمی و ساختار منطقی محصولات فکری آن» می‌پردازد و می‌افزاید که این کتاب برای مخاطبان حرفه‌ای‌تر نسبت به «دانشجویان فلسفه» نوشته شده‌است. او در مورد شاخه‌های علوم طبیعی مانند فیزیک و علوم اجتماعی مانند تاریخ بحث می‌کند. موضوعات مورد بحث شامل نقش تقلیل در نظریه‌های علمی و رابطه کل‌ها با اجزای آن‌ها می‌شود. نیگل همچنین دربارهٔ فیلسوف علم آنری پوانکاره بحث می‌کند و از فیلسوف آیزایا برلین انتقاد می‌کند.

## تاریخچه انتشار
ساختار علم اولین بار توسط انتشارات هارکورت در سال ۱۹۶۱ منتشر شد.

## بازخورد
ساختار علم یک اثر کلاسیک در نظر گرفته می‌شود. این کتاب توسط فیلسوفانی مانند هوراس رومانو هره، داگلاس هافستادر، الکساندر روزنبرگ، ایزاک لوی، راجر اسکروتن، و کالین کلاین و همچنین توسط مورخ پیتر گی و اقتصاددانان اچ اسکات گوردون و گرازینا موسیال ستایش شده‌است. هره آن را «بهترین کتاب در فلسفه علم» توصیف کرد. بحث‌های نیگل در مورد تقلیل‌گرایی و کل‌نگری و تبیین‌های غایت‌شناختی و غیرغایت‌شناختی توسط هافستادر مورد ستایش قرار گرفته‌است، و بحث او در مورد «مناقشه بر سر ماهیت نظریه‌ها و اصطلاحات نظری» توسط اسکروتون مورد ستایش قرار گرفته‌است. کلاین معتقد بود که نیگل، علی‌رغم نقص‌هایی که در شرح تقلیلش وجود داشت، گزارشی درست از «ارتباط بین‌نظری» ارائه کرد. او نوشت درحالی‌که بحث‌های مربوط به نقش کاهش در تبیین علمی منتشرشده پس از «ساختار علم» به‌دلیل کاستی‌های درک‌شده در نظریه نیگل از دیدگاه‌های او دور شد، او این روند را اشتباه تلقی کرد. گی این کتاب را توضیح مهم و روشنی از پوزیتیویسم می‌دانست. او نیگل را به رد دیدگاه‌های مخالف نسبت داد. او در سال ۱۹۹۰ این کتاب را کتابی توصیف کرد که «بسیاری از ما بر اساس آن بزرگ شدیم» و اظهار داشت که «با ارزش است». گوردون به نیگل اعتبار می‌دهد که بهترین بررسی مدرن را در مورد امکان ایجاد علمی مستقل از قضاوت‌های ارزشی اخلاقی ارائه کرده‌است. او از نتیجه‌گیری نیگل متقاعد نشد که انجام این کار در مورد مطالعه پدیده‌های اجتماعی امکان‌پذیر است. او بحث نیگل در مورد علوم طبیعی را قانع‌کننده‌تر یافت. موسیال نوشت که این کتاب «منبع نتیجه‌گیری الهام‌بخش» است و به‌عنوان یکی از «آثار بنیادی در روش‌شناسی معاصر علم» در نظر گرفته می‌شود. او افزود که «موقعیت نیگل سؤالات باز متعددی بر جای گذاشت که توسط سایر نویسندگان بیش‌تر توسعه یافتند». او نتیجه گرفت که ساختار علم «هنوز یک مطالعه ارزشمند برای پژوهشگران جوان در اقتصاد است که می‌خواهند دانش خود را تقویت کنند.»
این کتاب نقدهای مثبتی از فیلسوف آلفرد جی آیر در ساینتیفیک آمریکن، جامعه‌شناس اوتیس دادلی دانکن در بازنگری جامعه‌شناختی آمریکا، فیلسوف جی‌بی کین در مجله فلسفه، و فیلسوف مایکل اسکریون در بررسی متافیزیک دریافت کرد. این کتاب نقدهای متفاوتی از فیلسوف رازیل آبلسون در کامنتری و فیلسوف پاول فایرابند در مجله بریتانیایی برای فلسفه علم دریافت کرد، و نقدی منفی از ویلیام گیلمن در نیشن.
آیر این کتاب را اثری خوش‌نویس توصیف کرد که از فنی بودن بیش از حد اجتناب می‌کند، باید جذابیت داشته باشد و «سهم مهمی در ایجاد پلی بین فلسفه و علم» داشت. او نیگل را با ارائه طیف متنوعی از مثال‌ها در بحث توضیح علمی خود می‌دانست و دیدگاه‌های او را در مورد هندسه و فیزیک، «معقول و قانع‌کننده» می‌دانست. او نیگل را به خاطر بحثش دربارهٔ تاریخ و علوم اجتماعی تحسین کرد و بحث او را دربارهٔ «مسئله علیت و عدم تعین» ستود. با این حال، او از بحث نیگل در مورد تمایز بین یک قانون علمی و یک «تعمیم واقعیت» راضی نبود.
دانکن به نیگل اعتبار می‌دهد که ایده‌هایی مانند ایده‌های علت، مدل و قیاس را روشن می‌کند و نشان می‌دهد که دست‌کم برخی از علوم می‌توانند بدون حل همه سؤالات در مورد مفاهیم زیربنایی خود به سطح بالایی از پیش‌رفت برسند. او همچنین از بحث‌های نیگل در مورد تقلیل‌گرایی و علوم اجتماعی، از جمله تاریخ، تمجید کرد. با این حال، او معتقد بود که نیگل باید تلاش بیش‌تری را برای توضیح «نحوه تأثیرگذاری تبیین‌های تعمیم‌های آماری» انجام می‌داد.

### کتاب‌ها
- گی, پیتر (1990). خواندن فروید: کاوش‌ها و سرگرمی‌ها. نیوهیون و لندن: انتشارات دانشگاه ییل. ISBN 0-300-05127-1.
- گی, پیتر (1988). سبک در تاریخ: گیبون، رنکه، مکالی، بورکهارت. نیویورک: W. W. Norton & Company. ISBN 0-393-30558-9.
- گرونباوم, آدولف (1974). مسائل فلسفی فضا و زمان. بوستون: شرکت انتشارات رایدل. ISBN 90-277-0358-2.
- هره, هوراس رومانو (1972). "فلسفه علم، تاریخ".  In ادواردز, پل (ed.). دایرةالمعارف فلسفه، جلد ۵ و ۶. نیویورک و لندن: انتشارات مک‌میلان.
- هافستادر, داگلاس آر. (1980). گودل، اشر، باخ: یک قیطان طلایی ابدی. لندن: Penguin Books. ISBN 0-14-005579-7.
- لوی, ایزاک (2017). "نیگل، ارنست".  In آودی, رابرت (ed.). فرهنگ لغت فلسفه کمبریج. کمبریج: انتشارات دانشگاه کمبریج. ISBN 978-1-107-64379-6.
- نیگل, ارنست (1961). ساختار علم: مسائلی در منطق تبیین علمی. نیویورک: انتشارات هارکورت.
- ریوز, مایکل (2005). "نیگل، ارنست".  In هوندریچ, تد (ed.). کتاب همراه فلسفه آکسفورد. آکسفورد: Oxford University Press. ISBN 0-19-926479-1.
- اسکروتون, روجر (1997). فلسفه مدرن: مقدمه و بررسی. لندن: Arrow Books. ISBN 0-7493-1902-X.

### مجلات
- ابلسون, رازیل (1961). "یک‌پارچه‌سازی علوم". کامنتری (October 1).
- آیر, ای. جی. (1961). "اثری جدید بر اساس تبیین علمی". ساینتیفیک آمریکن. ۲۰۴ (۶).
- دانکن, اوتیس دادلی (1961). "ساختار علم: مسائلی در منطق تبیین علمی". بازنگری جامعه‌شناسی آمریکایی. 26 (4). doi:10.2307/2090286. JSTOR 2090286.  – via EBSCO's Academic Search Complete (نیازمند آبونمان)
- فایرابند, پل کی. (1966). "ساختار علم". مجله بریتانیایی برای فلسفه علم. 17 (3): 237–249. doi:10.1093/bjps/17.3.237.
- گیلمن, ویلیام (1961). "ابزار انسانی". نیشن. 192 (23).
- گوردون, اسکات (1977). "علوم اجتماعی و قضاوت‌های ارزشی". مجله اقتصاد کانادا. 10 (4): 529–546. doi:10.2307/134289. JSTOR 134289.  – via EBSCO's Academic Search Complete (نیازمند آبونمان)
- کین, جی. بی. (1962). "ساختار علم: مسائلی در منطق تبیین علمی. نوشته نیگل، ارنست (لندن، راتلج، 1961. xii + 618 صص)". مجله فلسفه. 37 (142): ۳۷۲–۳۷۴. doi:10.1017/S0031819100062264. S2CID 170172014.
- کلین, کالین (2009). "کاهش بدون تقلیل‌گرایی: دفاع از نیگل در قابلیت اتصال". فصل‌نامه فلسفی. 59 (234): ۳۹–۵۳. doi:10.1111/j.1467-9213.2008.560.x.  – via EBSCO's Academic Search Complete (نیازمند آبونمان)
- میوسال, گرازینا (2011). "ارنست نیگل و روش‌شناسی اقتصادی: نگاهی جدید". مجله اقتصاد و مدیریت. 7.  – via EBSCO's Academic Search Complete (نیازمند آبونمان)
- روزنبرگ, الکس (1996). "راهنمای میدانی برای گونه‌های اخیر طبیعت‌گرایی". مجله بریتانیایی برای فلسفه علم. 47 (1): 1–29. doi:10.1093/bjps/47.1.1.  – via EBSCO's Academic Search Complete (نیازمند آبونمان)
- اسکریون, مایکل (1964). "ساختار علم". مجله بررسی متافیزیک. 17 (3).